# William Bradley
William Robert „Bill” Bradley – południowoafrykański bokser wagi średniej, olimpijczyk.
Brał udział w boksie (w wadze średniej) na letnich igrzyskach olimpijskich w 1920, które odbyły się w Antwerpii, zajmując 5. miejsce.